# Reichenbach im Kandertal
Reichenbach im Kandertal (tot 1957 officieel in het Duits Reichenbach bei Frutigen) is een gemeente en plaats in het district Frutigen-Niedersimmental van het Zwitserse Kanton Bern.
Reichenbach im Kandertal telt 3.507 inwoners.

## Kernen
(inwoners, stand 31 december 2015, hoogte in m)
| Kern                        | inwoners | hoogte | postcode  |
| --------------------------- | -------- | ------ | --------- |
| Reichenbach (incl. Mülenen) | 1013     | 700    | 3713/3711 |
| Faltschen                   | 395      |        | 3713      |
| Scharnachtal                | 592      |        | 3722      |
| Kiental                     | 195      | 960    | 3723      |
| Kien-Aris                   | 459      |        | 3713      |
| Reudlen                     | 517      |        | 3713      |
| Wengi (bei Frutigen)        | 296      |        | 3714      |
| Schwandi                    | 125      |        | 3714      |

## Geboren
- Armin Meier (1969), wielrenner